# Aziz Zakari
Aziz Zakari (ur. 2 września 1976 w Akrze) – ghański lekkoatleta, sprinter, 4-krotny olimpijczyk (1996-2008).
Podczas Igrzysk Olimpijskich (Atlanta 1996) sztafeta 4 x 100 m Ghany, której Zakari był mocnym punktem awansowała do finału, gdzie jednak nie wystartowała (nie skompletowano 4 zdrowych sprinterów). Największe sukcesy odnosi Zakari w biegu na 100 metrów:
- 7. miejsce na Mistrzostwach Świata (Edmonton 2001)
- finał igrzysk olimpijskich (Ateny 2004), którego nie ukończył z powodu kontuzji
- 3. miejsce w Światowym Finale IAAF (Monako 2004)
- 2. miejsce podczas Światowego Finału IAAF (Monako 2005)

Podczas Mistrzostw Afryki (Algier 2000) Zakari zdobył 3 złote medale (bieg na 100 m, bieg na 200 m oraz sztafeta 4 x 100 m).
- srebro w biegu na 100 metrów oraz brąz w sztafecie 4 x 100 metrów w mistrzostwach Afryki w Nairobi (2010)

W 2006 u Zakariego wykryto niedozwolony środek dopingowy - stanozolol, za co otrzymał karę dwuletniej dyskwalifikacji (9 czerwca 2006 – 8 czerwca 2008).

## Rekordy życiowe
- bieg na 100 m – 9.99 (2005)
- bieg na 200 m – 20.23 (2000)
- bieg na 60 m (hala) – 6.63 (2003)